# التصويت بحجب الثقة عن حكومة بيدرو سانشيز 2020
التصويت بحجب الثقة عن حكومة بيدرو سانشيز 2020 قدم حزب فوكس اليميني المتطرف اقتراحًا بسحب الثقة من حكومة بيدرو سانشيز الإسبانية في 29 سبتمبر 2020، وتمت مناقشته والتصويت عليه في مجلس النواب بين 21 و22 أكتوبر 2020. كان هذا هو الاقتراح الخامس بحجب الثقة عن إسبانيا منذ انتقال البلاد إلى الديمقراطية.
تم الإعلان عن الاقتراح من قبل زعيم فوكس سانتياغو أباسكال خلال مناقشة عامة للكونغرس في 29 يوليو 2020، مبررًا ذلك على أساس سوء إدارة مزعوم لوباء كوفيد 19 في إسبانيا من جانب حكومة سانشيز. على الرغم من التلميحات حول تقديم «مرشح مستقل مرموق»، أدى الفشل في العثور على مرشح بديل مناسب إلى تأجيل تقديم الاقتراح حتى أواخر سبتمبر وفي ترشيح أباسكال نفسه للدفاع عن برنامج الحزب.
لم يُظهر أي حزب آخر غير حزب فوكس (الذي يضم 52 نائبًا في الكونجرس) استعدادًا لدعم الاقتراح، وهي حقيقة إلى جانب الحسابات البرلمانية حيث حصلت أحزاب اليمين من الوسط الإسبانية على 153 من أصل 176 مقعدًا مطلوبًا لها من أجل تمرير حتى في حالة تنسيقهم لدعمها، يعني أنها ستفشل في محاولتها لإسقاط حكومة سانشيز. مع التصويت الذي أدى إلى تصويت 52 نائبًا فقط لدعم الاقتراح مقابل 298 ضده، أصبح الاقتراح الأقل تأييدًا لحجب الثقة في التاريخ الإسباني.

## الأحداث

### مواقف الحزب
بعد أن أعلن فوكس في يوليو 2020 أنه سيقدم اقتراحًا بحجب الثقة في سبتمبر، أعلنت الأطراف المختلفة مواقفها من الاقتراح. بصرف النظر عن الأحزاب الحاكمة حزب العمال الاشتراكي الإسباني وبوديموس، وبغض النظر عن أي تغيير رئيسي في الموقف، كان من المتوقع أن يجتمع مع معارضة حزب اليسار الجمهوري في كاتالونيا وحزب الباسك القومي ومعًا من أجل كاتالونيا والحزب الديمقراطي الأوروبي الكتالوني وجزر الكناري الجديدة والكتلة الجاليكية القومية وتيرويل إكسيست. خلال المناظرة الأولى أعلن الحزب الإقليمي في كانتابريا والوحدة الشعبية واتحاد شعب نافاريس وائتلاف الكناري أيضًا تصويتهم السلبي.
كما أعلن المواطنون صرحوا عن تصويتهم بـ «لا» على الاقتراح، واصفين إياه بأنه «أكثر الأشياء عديمة الجدوى في السياسة». أعلن حزب الشعب أنه لن يدعم الاقتراح أيضًا، ولكنه ناقش ما إذا كان سيمتنع عن التصويت أو يصوت ضده. في اليوم الثاني من المناظرة أعلن زعيم الحزب بابلو كاسادو أن حزبه سيصوت بـ «لا».